# Planeta Maimuțelor: Revoluție
Planeta Maimuțelor: Revoluție (original în engleză Dawn of the Planet of the Apes) este un film științifico-fantastic american din 2014, regizat de Matt Reeves după scenariul lui Mark Bomback, Rick Jaffa și Amanda Silver. În rolurile principale sunt Andy Serkis, Jason Clarke, Gary Oldman, Keri Russell, Toby Kebbell și Kodi Smit-McPhee. Acesta este un sequel pentru filmul din 2011 Rise of the Planet of the Apes, și al optulea film din franciza „Planeta maimuțelor”. Filmul a fost lansat în Statele Unite pe 11 iulie 2014.

## Coloana sonoră
Coloana sonoră a filmului a fost compusă de Michael Giacchino și a fost lansată de Sony Masterworks pe 12 august 2014.
Track listing
Toate melodiile sunt compuse de Michael Giacchino.
| Nr. | Titlu                                 | Lungime |  |
| 1.  | „Level Plaguing Field”                | 2:21    |  |
| 2.  | „Look Who’s Stalking”                 | 2:35    |  |
| 3.  | „The Great Ape Processional”          | 4:34    |  |
| 4.  | „Past Their Primates”                 | 1:57    |  |
| 5.  | „Close Encounters of the Furred Kind” | 4:38    |  |
| 6.  | „Monkey to the City”                  | 1:16    |  |
| 7.  | „The Lost City of Chimpanzee”         | 3:46    |  |
| 8.  | „Along Simian Lines”                  | 5:04    |  |
| 9.  | „Caesar No Evil, Hear No Evil”        | 2:27    |  |
| 10. | „Monkey See, Monkey Coup”             | 5:12    |  |
| 11. | „Gorilla Warfare”                     | 7:37    |  |
| 12. | „The Apes of Wrath”                   | 4:28    |  |
| 13. | „Gibbon Take”                         | 2:55    |  |
| 14. | „Aped Crusaders”                      | 3:26    |  |
| 15. | „How Bonobo Can You Go”               | 5:42    |  |
| 16. | „Enough Monkeying Around”             | 3:35    |  |
| 17. | „Primates for Life”                   | 5:42    |  |
| 18. | „Planet of the End Credits”           | 8:56    |  |
| 19. | „Ain’t That a Stinger”                | 1:10    |  |